# Préfecture de Kōchi
La préfecture de Kōchi (高知県, Kōchi-ken) est une préfecture du Japon située dans le sud de l'île de Shikoku.

## Géographie
La préfecture de Kōchi est entourée des préfectures de Tokushima et d'Ehime.

### Villes
La préfecture de Kōchi comprend onze villes.
- Aki
- Kami
- Kōchi (capitale)
- Kōnan
- Muroto
- Nankoku
- Shimanto
- Sukumo
- Susaki
- Tosa
- Tosashimizu

### Districts, bourgs et villages
La préfecture de Kōchi comprend six districts qui rassemblent dix-sept bourgs et six villages (en italique).
| - District d'Agawa - Ino - Niyodogawa - District d'Aki - Geisei - Kitagawa - Nahari - Tano - Tōyō - Umaji - Yasuda | - District de Hata - Kuroshio - Mihara - Ōtsuki - District de Nagaoka - Motoyama - Ōtoyo | - District de Takaoka - Hidaka - Nakatosa - Ochi - Sakawa - Shimanto - Tsuno - Yusuhara - District de Tosa - Ōkawa - Tosa |

## Jumelages
La préfecture de Kōchi est jumelée avec les municipalités ou régions suivantes :
- Anhui (Chine) depuis le 8 novembre 1994 ;
- Benguet (Philippines) depuis le 28 juillet 1975.